# 데이비드 제임스 (축구 선수)
데이비드 제임스(영어: David James, MBE, 1970년 8월 1일 ~ )는 도미니카 연방계 잉글랜드인 전 축구 선수로, 선수 시절 포지션은 골키퍼다.
제임스는 2009년 2월 14일에 536번째 프리미어리그 경기에 출장함으로써 기존에 게리 스피드가 세웠던 535경기 출장을 넘어서 프리미어리그 경기 최다 출장 기록을 새로 세웠다. 또한 제임스는 프리미어리그 역사상 가장 많은 클린 시트인 173회의 클린 시트를 기록했다.

## 에피소드
- 1997년 리버풀 FC에서 활약할 때 데이비드 제임스는 소니의 플레이스테이션을 선물받았고, 직후 경기에서 형편없는 기량을 보여 비판을 받았다. 그는 사실 간밤에 게임을 하느라 늦잠을 잤다고 한다.[2]

## 서훈
- 2012년 대영 제국 훈장 5등급(MBE) 수훈[1]